# Theodor Wille

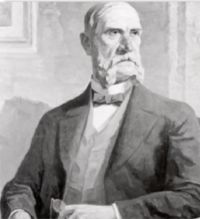
Theodor Wille

Theodor Wille (1818-1892) teria vindo ao Brasil em 1838 e trabalhado em empresas alemãs até fundar as firmas Wille, Schimillinski e Cia (Rio de Janeiro) e Theodor Wille & Cia (Santos). Ainda hoje é possível ver o edifício com o nome "Theodor Wille & Cia" no centro de Santos. Theodor Wille & Cia ficou conhecida por exportar a primeira saca de café da província de São Paulo para a Europa.
O nome de Theodor Wille também está ligada a fundação da cidade de Votuporanga a partir da divisão da Fazenda Marinheiro de Cima. Essas antigas terras que deram origem a esta cidade paulista pertencia ao Sr. Francisco Schimidt que as entregou à empresa Theodor Wille & Cia, em virtude de uma dívida. Esse mesmo Sr. Francisco Schimidt foi dono da Fazenda Monte Alegre (Ribeirão Preto) e ao morrer em 1924, durante a divisão entre seus herdeiros, parte de seus bens foram para a Theodor Wille & Cia que era a firma que financiava seus investimentos e com quem tinha alguns débitos.
A Theodor Wille & Cia além de exportadora de café (com filiais em São Paulo e Rio de Janeiro), também era proprietária de oito fazendas e representante de duas empresas de navegação. Um dos navios pertencentes à companhia Theodor Wille foi o navio Willinck, que trouxe famílias alemãs para o Brasil e muitas delas pagaram as passagens prestando serviços à companhia.
Theodor Wille foi também proprietário da Central Elétrica de Rio Claro e acionista da Brahma.
Em 1847 retornou à Alemanha, fundando em Hamburgo a firma com o mesmo nome da anterior.